# Opération Strangle (guerre de Corée)
Pour les articles homonymes, voir Opération Strangle.
Guerre de Corée
Batailles
Offensive nord-coréenne :

(juin 1950 - septembre 1950)
- Pokpung
- Chuncheon
- Séoul (1re)
- Busan (navale)
- Chumunjin
- Osan
- Pyeongtaek
- Cheonan
- Chochiwon
- Daejeon
- Sangju
- Yongdong
- Hwanggan
- Notch
- Périmètre de Busan

Contre-offensive de l'ONU :

(septembre 1950 - octobre 1950)
- Incheon
- Bombardement de Pyongyang
- Pyongyang

Intervention chinoise :

(octobre 1950 - avril 1951)
- Onjong
- Unsan
- Chongchon (Wawon)
- Réservoir de Chosin
- Évacuation de Hŭngnam
- Séoul (3e)
- Twin-Tunnels
- Jipyeong-ri
- Imjin
- Kapyong

Impasse :

(août 1951 - juillet 1953)
- Crèvecœur
- Fleuve Han
- Opération Commando
- Maryang San
- Suncheon
- Barrage de Sui-Ho
- Triangle Hill
- le Crochet
- Fleuve Samichon
- Armistice de Panmunjeom

Post armistice :
- Raid sur la Maison Bleue
- Attaque de l'EC-121
- Incident du peuplier
- Infiltration de Gangneung
- Guerre du crabe

L'opération Strangle est une opération militaire aérienne américaine qui s'est déroulée dans le cadre de la guerre de Corée. Son objectif était de détruire les infrastructures routières puis ferroviaires de la Corée du Nord.

## Contexte historique
La guerre de Corée débuta le 25 juin 1950 lorsque les forces armées de la Corée du Nord ont franchi le 38e parallèle, qui divisait alors le pays en deux, et ont envahi la Corée du Sud. Le président américain Harry S. Truman, qui craignait véritablement une expansion communiste en Asie, décida de saisir l’opportunité dans le but de mettre un terme à une potentielle domination communiste dans le Pacifique. Ainsi, le 27 juin 1950, ceux qui deviendra en juillet le Commandement des Nations unies en Corée, menées principalement par les forces armées des États-Unis, entrèrent en guerre pour soutenir la Corée du Sud.

## L'opérationStrangle
L'opération Strangle était une opération aérienne menée dans le cadre de la stratégie de l’interdiction aérienne en Corée du Nord.
Lors de la guerre de Corée, le général Edward Julius Timberlake, nommé vice-commandant de la Fifth Air Force en mai 1951 et futur commandant de cette force aérienne avant d’être nommé à la tête de la Ninth Air Force aux États-Unis en aout 1951, proposa une opération nommée Road and Truck Interdiction (littéralement, « interdiction des routes et camions »). Il croyait que cette stratégie pouvait grandement affaiblir l’ennemi. Cette opération avait pour but de « paralyser les voies de communications communistes entre le 39e parallèle et les lignes de front». Bien que l'idée de Timberlake puisse sembler gagnante, elle ne fut pas réaliste.
Cette première opération, Road and Truck Interdiction ou Strangle I, débute en mai 1951 et précède la seconde phase de l’opération, Rail Interdiction Program ou Strangle II. 
Initialement, la durée de cette opération était fixée à 45 jours. Un effort incroyable fut investi afin de soutenir cette stratégie durant la guerre. Elle a engagé l'aéronavale à bord des trois porte-avions de la Task Force 77 sur la cote ouest coréenne, l'USAF prend en charge le centre de la péninsule et l'aviation du corps des Marines la cote est.
Plus précisément, la première phase de l'opération Strangle a été menée à partir de mai 1951. Son objectif était de détruire tous les ponts et camions ennemis afin d’arrêter le flot de ravitaillement en direction de la ligne de front. Cette opération a été un échec.
Ensuite, une analyse fut effectuée afin de déterminer une cible précise durant les bombardements. L’analyse démontra que les voies ferroviaires étaient un élément essentiel aux communistes afin qu’ils reçoivent leur matériel de guerre. Ainsi, débutant le 18 août 1951, la deuxième phase de l'opération Strangle, Rail Interdiction Program, avait pour objectif de détruire les voies ferroviaires ennemies en priorité afin d’exercer une pression encore plus grande sur l'ennemi. L’objectif était d’interférer avec les voies de communications de l'adversaire afin de l'empêcher de soutenir une attaque offensive. 
L’opération Strangle fut donc créée afin d’étouffer la logistique militaire ennemie et de l’empêcher de mener une guerre.